# Son of Dracula (film din 1974)
Son of Dracula (Fiul lui Dracula) este un film de groază muzical britanic din 1974 regizat de Freddie Francis. În rolurile principale joacă actorii Harry Nilsson și Ringo Starr.

## Distribuție
- Harry Nilsson – Contele Downe
- Ringo Starr – Merlin the Magician
- Freddie Jones – The Baron
- Suzanna Leigh – Amber
- Dennis Price – Van Helsing
- Skip Martin – Igor
- David Bailie – Chauffeur
- Shakira Baksh – Housekeeper
- Jenny Runacre – Woman in Black
- Beth Morris – Wendy
- Dan Meaden – Contele Dracula
- Lorna Wilde – Contesa Dracula